# (4914) Pardina
(4914) Pardina est un astéroïde de la ceinture principale.

## Description
(4914) Pardina est un astéroïde de la ceinture principale. Il fut découvert le 9 avril 1969 à El Leoncito par l'observatoire Félix Aguilar. Il présente une orbite caractérisée par un demi-grand axe de 2,63 UA, une excentricité de 0,16 et une inclinaison de 12,5° par rapport à l'écliptique.

## Compléments